# 下沖勇樹
下沖 勇樹（しもおき ゆうき、1991年9月8日 - ）は、岩手県二戸市出身の元プロ野球選手（投手）。チーム内での愛称はシモ。陽川尚将はいとこにあたる。

## 経歴

### プロ入り前
岩手県二戸市出身。小学4年時より野球を始め、二戸市立福岡中学校3年時に全国軟式野球大会で優勝を経験する。
光星学院高校では1年春からベンチ入り、デビュー戦となった八戸商戦では5回参考ながらノーヒットノーランを達成。夏はベンチから外れたが秋からはエースとなる。2年時には主将となり、4番・エースとしてチームを牽引した。2年秋の東北大会では準決勝の花巻東高戦で菊池雄星との投げ合いを制するなどの活躍で優勝に貢献した。3年春の選抜では、初戦の今治西高戦にリリーフ登板。粘りの投球を見せたがサヨナラ負けを喫した。
2009年10月29日、プロ野球ドラフト会議で福岡ソフトバンクホークスの3位指名を受けた。

### プロ入り後
右肩痛に苦しみ、公式戦出場のないまま2012年10月7日付で戦力外通告を受けた、11月21日に育成選手として再契約した。
2013年10月7日に球団から2度目の戦力外通告を受け、10月31日、自由契約公示された。

### 引退後
2019年1月放送の『追跡LIVE! Sports ウォッチャー』にてメジャー移籍が決まった菊池雄星が“唯一敵わなかった選手”として紹介され、本人は現在宮城県仙台市の居酒屋で働いており、将来は自分の店を構えることを夢見ていると語っている。

## 選手としての特徴
最速148km/hの直球とスライダー、フォークが武器の右腕。ピンチにも動じないメンタル面の強さにも定評がある。

## 詳細情報

### 年度別投手成績
- 一軍公式戦出場なし

### 背番号
- 65 （2010年 - 2012年 ）
- 123 （2013年）